# Crunches
Crunches är en magövning. Då den utförs korrekt engageras alla magmusklerna, men framför allt rectus abdominis samt de yttre och inre sneda bukmusklerna. Därigenom stärker övningen hela magen och gör det möjligt för kroppen att bygga upp synliga magrutor, förutsatt att mängden underhudsfett inte är för stor. Crunches använder utövarens egen kroppsvikt för att definiera muskler.

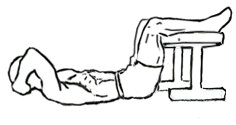
Övningen cruches

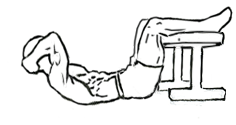

Då man utför crunches stannar den nedre delen av ryggen, till skillnad från vid situps på golvet. Detta för att minimera användning av höftböjarna och på så vis göra det till en isoleringsövning för buken.